# Pável Poltoratski
Pável Gerásimovich Poltoratski (en ruso: Павел Герасимович Полторацкий; Novocherkask, 1888-Mari, 21 de julio de 1918) fue un revolucionario bolchevique que participó en la Revolución de Octubre. Se desempeñó como Comisario del Pueblo para el Trabajo en la temprana República Socialista Soviética de Turkmenistán y como editor del diario Sovetskiy Turkmenistan.

## Biografía
Poltoratski trabajó como tipógrafo, pero según otra fuente era trabajador ferroviario. Poltoratski fue miembro de PCUS desde 1905 y se volvió activo como revolucionario en Rostov del Don y Bakú, pero fue encarcelado en 1913. 
En 1917 se convirtió en presidente del sóviet establecido en Kogon (actualmente parte de Uzbekistán). De allí fue enviado como delegado al Primer Congreso de Diputados de Trabajadores y Soldados de toda Rusia. Además también fue uno de los organizadores de los primeros destacamentos de la Guardia Roja en Turquestán. El 15 de noviembre de 1917, fue elegido en el 3.º Congreso Regional de los Soviets de Turquestán como Comisario del Trabajo del Pueblo, luego fue nombrado presidente del Consejo de Economía Nacional de la República de Turkmenistán, así como miembro del Presídium de Turquestán.
Poltoratski viajó de Taskent a Transcaspia para comprobar la situación del poder bolchevique sobre el terreno y negociar con los líderes del levantamiento de Asjabad. En Chardzhui (actual Turkmenabat), Poltoratski se convenció del sólido apoyo de los bolcheviques a los trabajadores locales y fue a Mari, donde la posición bolchevique era menos estable y Poltoratski tuvo que purgar los órganos soviéticos. Después de la evacuación de las fuerzas militares en relación con el acercamiento del enemigo, Poltoratski permaneció en Mari, esperando el destacamento de la Guardia Roja que le prometieron desde Taskent. Poltoratski trató de sacar los objetos de valor del banco estatal de Mari, pero los trabajadores eseristas desengancharon la locomotora. Al final, Poltoratski y sus compañeros fueron arrestados por un destacamento del Gobierno Transcaspiano (recientemente formado por mencheviques y eseristas) que se acercaba. Poltoratski fue ejecutado por un pelotón de fusilamiento cerca de una fábrica de ladrillos en Merv el 21 de julio de 1918.
Desde el 17 de julio de 1919 hasta el 27 de octubre de 1927, a la capital de la RSS de Turkmenistán, Asjabad, se le dio el nombre de Poltoratsk en su honor. También llevaron su nombre el actual asentamiento urbano de Mollanepes en Turkmenistán (hasta 1993) y el pueblo Poltoratskoye, al sur de Kazajistán.